# NGC 2550
NGC 2550 é uma galáxia espiral (Sb/P) localizada na direcção da constelação de Camelopardalis. Possui uma declinação de +74° 00' 43" e uma ascensão recta de 8 horas, 24 minutos e 33,7 segundos.
A galáxia NGC 2550 foi descoberta em 7 de Setembro de 1885 por Lewis A. Swift.